# Rouwen Hennings
Rouwen Hennings (Bad Oldesloe, 28 de agosto de 1987) es un exfutbolista alemán que jugaba en la demarcación de delantero.

## Clubes
| Club                   | País       | Año       | Partidos | Goles |
| ---------------------- | ---------- | --------- | -------- | ----- |
| Hamburgo S. V. II      | Alemania   | 2005-2007 | 51       | 11    |
| Hamburgo S. V.         | Alemania   | 2007      | 0        | 0     |
| VfL Osnabrück (cedido) | Alemania   | 2007-2008 | 30       | 2     |
| F. C. St. Pauli        | Alemania   | 2008-2011 | 78       | 12    |
| F. C. St. Pauli II     | Alemania   | 2011      | 3        | 3     |
| VfL Osnabrück (cedido) | Alemania   | 2012      | 17       | 5     |
| Karlsruher S. C.       | Alemania   | 2012-2015 | 102      | 37    |
| Burnley F. C.          | Inglaterra | 2015-2016 | 28       | 2     |
| Fortuna Düsseldorf     | Alemania   | 2016-2023 | 229      | 84    |
| SV Sandhausen          | Alemania   | 2023-2024 | 18       | 8     |

## Palmarés

### Campeonatos nacionales
| Título             | Club             | País       | Año  |
| ------------------ | ---------------- | ---------- | ---- |
| 3. Liga            | Karlsruher S. C. | Alemania   | 2013 |
| F. L. Championship | Burnley F. C.    | Inglaterra | 2016 |

### Distinciones individuales
| Título                                         | Año  |
| ---------------------------------------------- | ---- |
| Máximo goleador de la 2. Bundesliga (17 goles) | 2015 |